# Pat Finnigan
Pour l’article homonyme, voir Finnigan.
Pat Finnigan, né à Rogersville au Nouveau-Brunswick, est un fermier, propriétaire d'entreprise, homme d'affaires et homme politique canadien du Nouveau-Brunswick.
Il est député libéral de Miramichi—Grand Lake à la Chambre des communes de 2015 à 2021.
Il est ministre de l'Agriculture, de l'Aquaculture et des Pêches dans le gouvernement de Susan Holt et il représente la circonscription de Kent-Nord à l'Assemblée législative du Nouveau-Brunswick depuis les élections provinciales de 2024.

## Biographie
Pat Finnigan est Acadien et francophone. Il nait et grandit à Rogersville au Nouveau-Brunswick. Il obtient un diplôme technique en phytologie au Collège d'agriculture de la Nouvelle-Écosse (en) avant que celui-ci ne devienne la Faculté d'agriculture de l'Université Dalhousie.
À la fin des années 1970, il fonde avec sa femme une entreprise qui produit des légumes en serre. En 2011, l'entreprise obtient la certification en agriculture biologique. Pat Finnigan travaille également plusieurs années au ministère de l'Agriculture du Nouveau-Brunswick.
Il est un des membres fondateurs de la coopérative La Récolte de chez nous, qui fait la promotion de l'agriculture durable dans le Sud-Est du Nouveau-Brunswick, et il a été président de l'Alliance agricole du Nouveau-Brunswick.

### Carrière politique
Élu député fédéral de la circonscription de Miramichi—Grand Lake lors des élections fédérales canadiennes de 2015, il siège à la Chambre des communes du Canada en tant que libéral. Il est réélu en octobre 2019. En juin 2021, il annonce son départ de la vie politique à la fin de son mandat.
Trois ans plus tard, lors des élections néo-brunswickoises de 2024, il est élu à l'Assemblée législative du Nouveau-Brunswick dans Kent-Nord sous la bannière libérale, évinçant le député vert sortant, Kevin Arseneau.